# Proceratophrys renalis
Proceratophrys renalis es una especie de anfibio anuro de la familia Odontophrynidae.

## Distribución geográfica
Esta especie es endémica de Brasil. Se encuentra en los estados:
- de Ceará;
- de Paraíba;
- de Pernambuco;
- de Alagoas;
- de Sergipe;
- en el este de Bahía;
- en el centro-norte de Minas Gerais.[4]

## Descripción
Esta especie ya no se considera un sinónimo de Proceratophrys boiei desde Prado y Pombal, 2008.

## Publicación original
- Miranda-Ribeiro, 1920 : Algumas considerações sobre o gênero Ceratophrys e suas espécies. Revista do Museu Paulista, vol. 12, p. 291-304[5]